# Refuge de Certescans

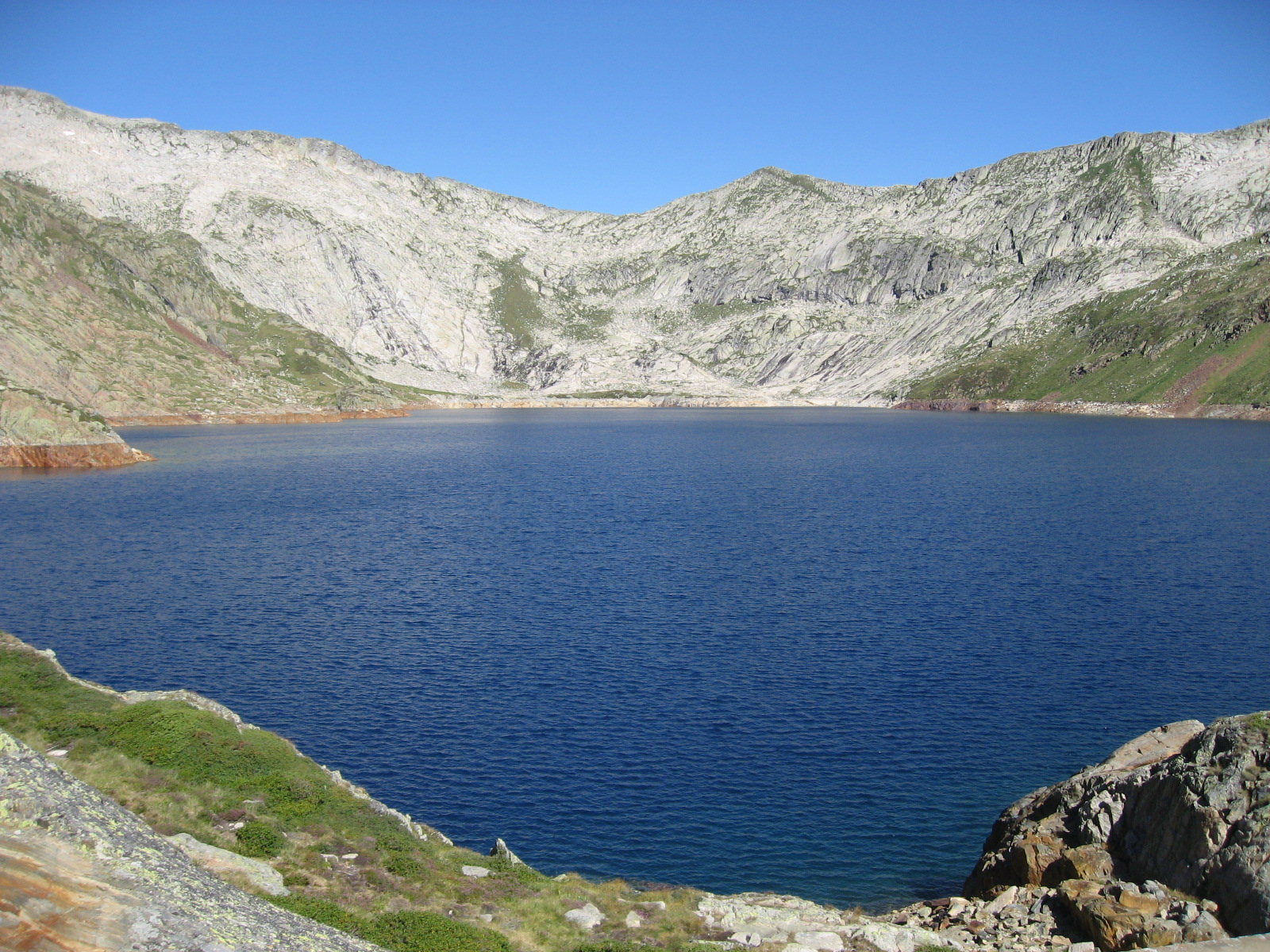
Vue du lac de Certescans vers le nord depuis les abords du refuge.

Le refuge de Certescans (en catalan Refugi de Certascan) est situé sur la commune de Lladorre à 2 240 m d'altitude, dans la comarque de Pallars Sobirà, dans la province de Lérida, en Catalogne (Espagne).
Situé dans le parc naturel de l'Alt Pirineu, il est construit en bordure du lac de barrage hydroélectrique de Certescans, à proximité du port de Tavascan qui constitue le passage transfrontalier pédestre vers la vallée de l'Ossèse dans la commune française d'Ustou, à 2 217 mètres d'altitude.

## Histoire
Le massif du Certescans est traversé par les chemins empruntés par les républicains espagnols à la fin de la guerre civile, les juifs d’Europe ou encore ceux qui souhaitent rejoindre les forces alliées pendant la Seconde Guerre mondiale. 80 000 personnes auraient ainsi traversé les Pyrénées pendant la guerre. Le tout proche port de Tavascan, ou encore à l'ouest le port de Salau, furent des passages privilégiés des Pyrénées centrales.

## Caractéristiques et informations
Le refuge est gardé à la bonne saison et éventuellement en période de Pâques selon la météorologie. En hiver, il garde une capacité d’accueil de 20 personnes.

## Accès
On accède par la vallée de Cardos puis le val de Certescans. Au village de Tavascan se trouve le parking Presa Montalto à 1 400 m d'altitude.

## Traversées
Le refuge constitue une étape de la Haute randonnée pyrénéenne (HRP), itinéraire de haute montagne traversant les Pyrénées de l'Atlantique à la Méditerranée.
Le gardien du refuge a conçu en 2004 « la Porta del Cel » (« la Porte du Ciel »), un circuit qui amène les randonneurs à faire une boucle entre le village de Tavascan et les refuges de Graus, du Certescans, du Pinet et de Vall Ferrera.
Ensuite, a été créé le parcours « les Muntanyes de Llibertat » (« les montagnes de la liberté »), qui relie les refuges de Graus et du Certescans aux gîtes français du Presbytère à Aulus-les-Bains et de l’Escolan de Bidous, à Ustou.

## À proximité
Le refuge de la Pleta del Prat est un refuge gardé proche situé à l'ouest, à 1 720 m d'altitude (42° 40′ 40″ N, 1° 13′ 08″ E).
En contrebas du refuge, la petite station de sports d'hiver de Tavascan, dans la vallée de Mascarida, fait également partie de la commune de Lladorre.